# Хуагуси

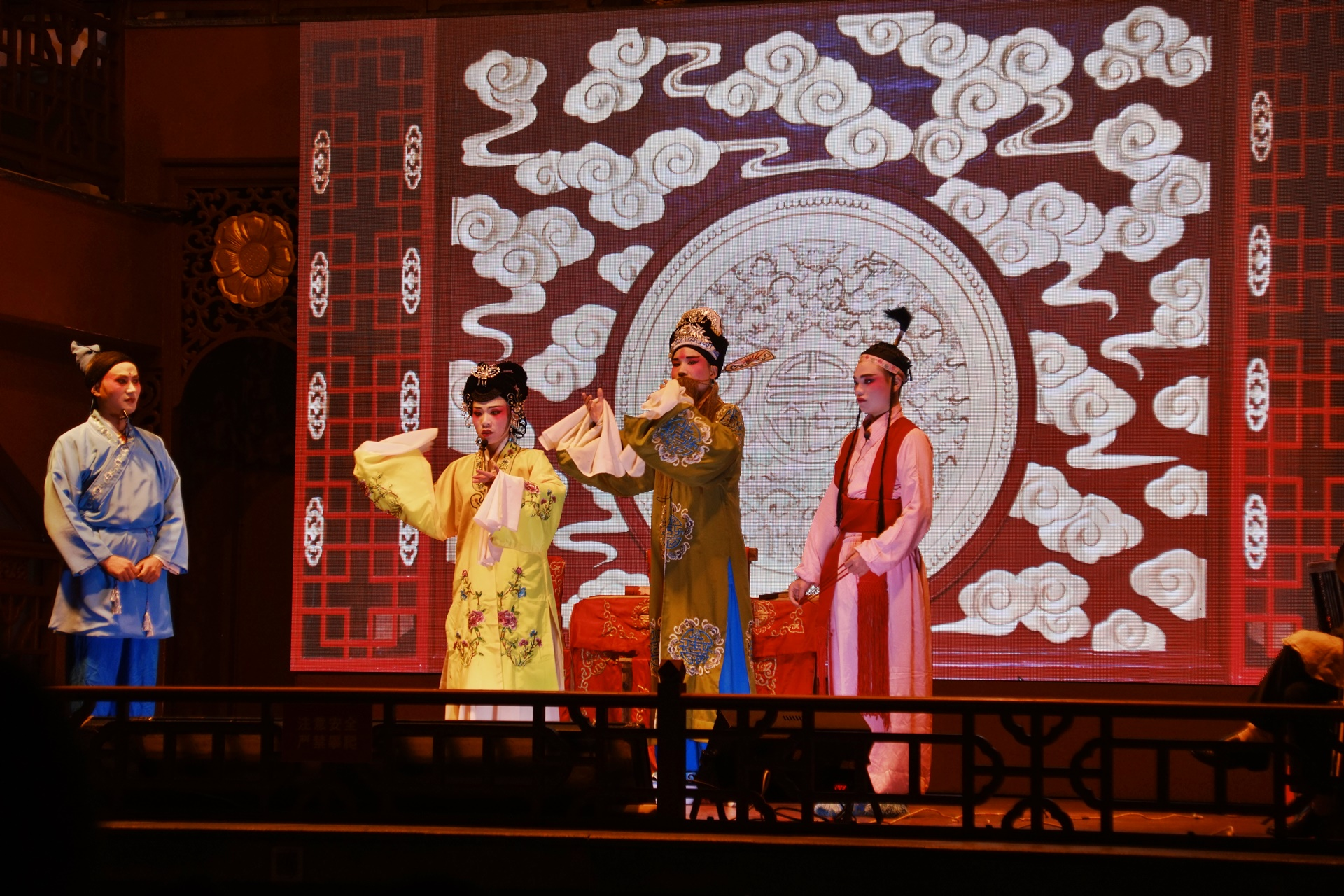
Выступление в жанре чаншайской оперы с цветочными барабанами

Хуагуси (кит. трад. 花鼓戲, упр. 花鼓戏, пиньинь huāgǔxì), также известная как опера с цветочными барабанами — одна из разновидностей традиционной китайской оперы, происходящая из провинции Хунань и исполняемая на диалекте Чанша. С 2019 года входит в Список репрезентативных объектов национального нематериального культурного наследия Китая.

## История

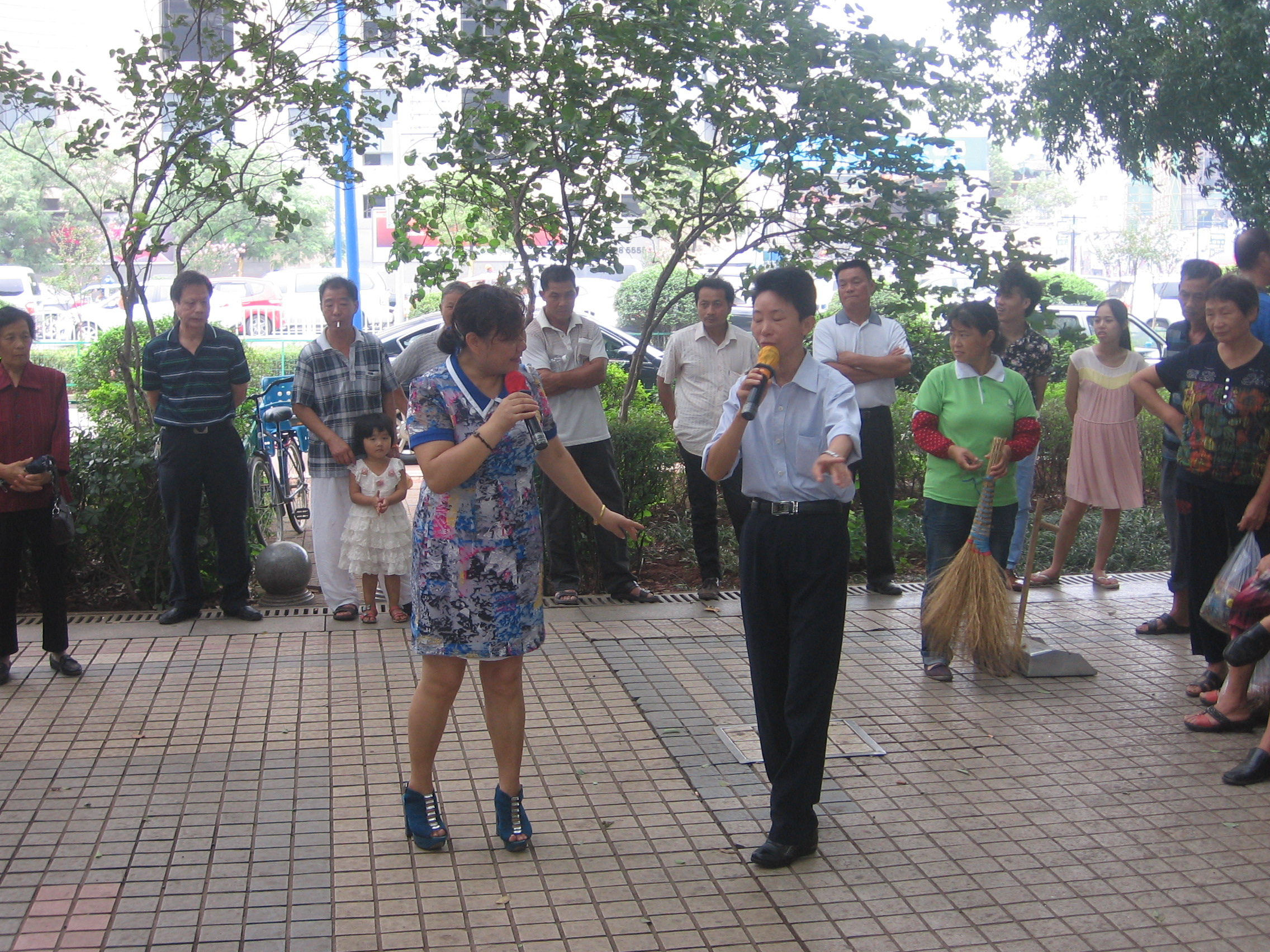
Уличное выступление исполнителей хуагуси

Первое упоминание о хуагуси относится к XVII веку, временам ранней династии Цин. Изначально исполнителями ролей были крестьяне, а не профессиональные актёры, и их выступления были разновидностью танцевально-песенного жанра. По таким крупным праздникам, как Праздник фонарей или Праздник весны, сельские жители одевались в яркие одежды, раскрашивали лица и играли короткие постановки прямо на улицах. Однако со временем интерес к их выступлениям позволил опере с цветочными барабанами развиться в полноценное театральное искусство.
В 1868 году в рамках кампании по борьбе с сепаратистскими настроениями в Китае были запрещены различные проявления регионального творчества, среди которых оказались и постановки хуагуси. Это вынудило исполнителей оперы с цветочными барабанами переезжать в крупные города и искать новые формы самовыражения. Однако, несмотря на запрет, даже спустя десятилетия в сельской местности на временных помостах продолжали играть популярные пьесы хуагуси.
Новое развитие хуагуси получила только после образования КНР, когда статус «грязного искусства» (означавшим также риск тюремного заключения для исполнителей) для неё сменился на статус массового и народного, в результате чего часть исполнительских коллективов даже получила государственную поддержку. В итоге на 1981 год насчитывалось уже 54 труппы хуагуси, включая частные.
В 2019 году при составлении второго списка объектов национального нематериального культурного наследия Китая хуагуси была официально в него включена.
Интернет-технологии развлечений в настоящее время снижают интерес к традиционным формам театра, и в жанре хуагуси также наблюдается спад: идёт сокращение числа актёров, создаётся меньше новых пьес.

## Особенности жанра
Если более старая происходящая из Хунани сианская опера (появилась во времена династии Мин) относится к категории «большого театра — даси» (кит. трад. 大戲, упр. 大戏, пиньинь dàxì), то хуагуси представляет «малый театр — сяоси» (кит. трад. 小戲, упр. 小戏, пиньинь xiǎoxì), для которого характерны постановки более короткие и с меньшим размахом. Так, в спектакле обычно задействуется всего две-три роли: сяочоу (комический персонаж), сяодань (молодая женщина) и появившийся позднее других (с XVIII века) сяошэн (молодой мужчина); количество реквизита минимально, а сама постановка, за редкими исключениями, длится не более часа.
Музыкальное сопровождение выступления относится к традиционной системе типовых мелодий цюйпайти (кит. трад. 曲牌體, упр. 曲牌体, пиньинь qǔpáitǐ) и обеспечивается такими инструментами, как датун (разновидность хуциня), юэцинь, дицзы и сона.
Хуагуси имеет множество местных разновидностей, среди которых известны шаоянская, хэнъянская, чаншайская, юэянская, хэнчжоуская, юнчжоуская оперы с цветочными барабанами и другие.